# Rummikub

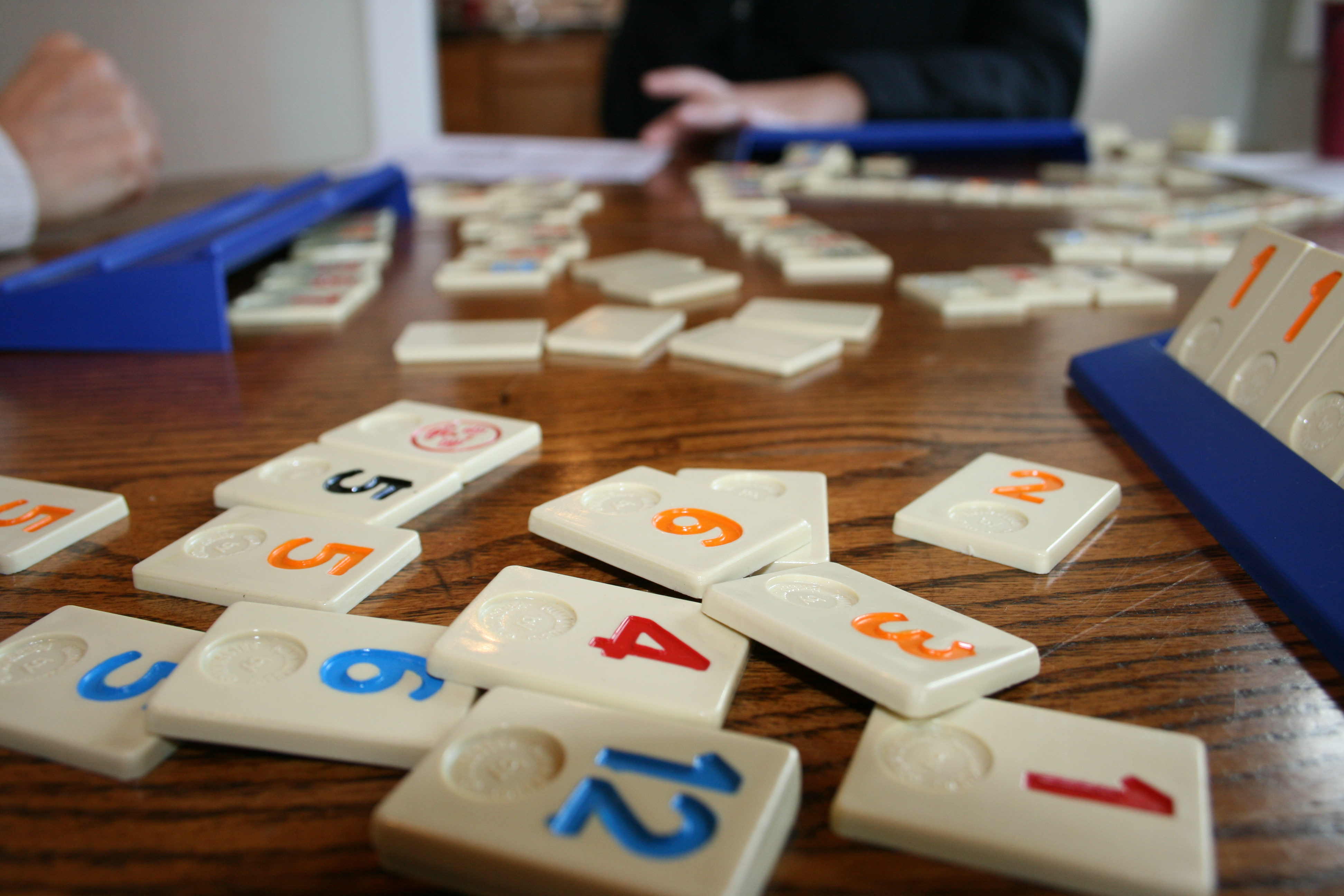
Các thẻ bài và giá đỡ của Rummikub.

Rummikub  [rʌmikʊb, rʌmikiub] là một trò chơi dựa trên các quân bài hình chữ nhật dành cho 2 đến 4 người chơi, kết hợp các yếu tố của trò chơi bài rummy và mạt chược. Có 106 quân trong trò chơi, bao gồm 104 quân được đánh số (có giá trị từ 1 đến 13 với bốn màu khác nhau, mỗi thẻ sẽ có một bản sao) và hai thẻ Joker. Người chơi có 14 hoặc 16 ô ban đầu và sử dụng tất cả các ô trong giá của họ bằng cách tạo các bộ trên bàn. Mỗi bộ phải có ít nhất 3 thẻ. Các bộ có thể dạng bộ tam hoặc bộ tứ (ít nhất 3 thẻ có số giống nhau ở các màu khác nhau) hoặc sảnh, còn gọi là lốc (3 hoặc nhiều thẻ có số liên tiếp trong cùng một màu). Để bắt đầu trò chơi, bạn phải đặt các thẻ từ giá đỡ của mình thành các bộ có tổng ít nhất 30 điểm. Nếu bạn không thể dùng thẻ từ giá của mình, bạn phải lấy một thẻ từ bàn, kết thúc lượt của mình.

## Lịch sử
Rummikub được phát minh bởi Ephraim Hertzano, một người Do Thái gốc Romania, di cư đến Israel vào những năm 1940. Anh đã tự tay làm những bộ đầu tiên đê gia đình ở sân sau nhà mình vào thời điểm cấm các trò chơi bài. Và bây giờ một người đàn ông tháo vát đã thay thế các quân bài bằng xúc xắc gỗ. Kết quả là một sự kết hợp của các quân cờ domino và các quân bài. Trò chơi nhanh chóng trở nên phổ biến ở Romania và sau đó trên toàn thế giới. Hertzano bán những bộ này tận nơi và trên cơ sở ký gửi tại các cửa hàng nhỏ. Trong những năm qua, gia đình đã cấp phép nó cho các quốc gia khác và nó trở thành trò chơi xuất khẩu bán chạy nhất của Israel. Năm 1977, nó trở thành trò chơi bán chạy nhất tại Hoa Kỳ.   Trò chơi được bán trên thị trường với cái tên "Rummikid" trong một phần của những năm 1970. 
Sách Rummikub chính thức của Hertzano, xuất bản năm 1978, mô tả ba phiên bản khác nhau của trò chơi: Mỹ, Sabra và Quốc tế . Các bộ Rummikub hiện đại chỉ gồm các quy tắc của phiên bản Sabra, không đề cập đến các phiên bản khác khác và có sự khác biệt trong các quy tắc giữa các nhà xuất bản Khác nhau. Bộ Rummikub đầu tiên được sản xuất bởi Lemada Light Industries Ltd, được thành lập bởi Hertzano vào năm 1978.
Rummikub tương tự như một số trò chơi bài Trung Âu được chơi với hai bộ bài, bao gồm Machiavelli và Vatikan. Ở trò Vatikan thì mỗi người chơi sẽ hai bộ bài và một joker mỗi người chơi, do đó làm cho 106 thẻ cho hai người chơi. 

## Quân bài

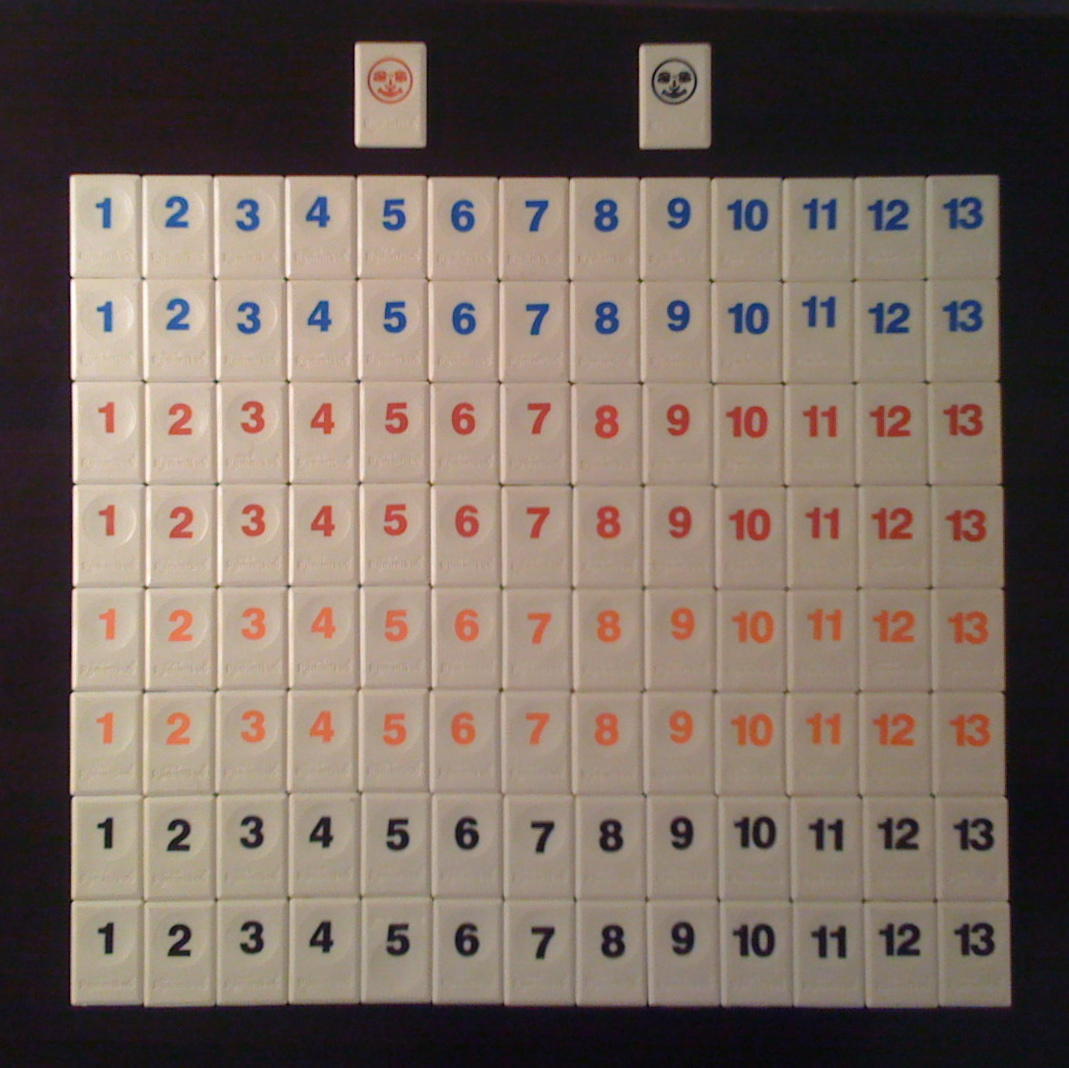
106 thẻ số của Rummikub

Thành phần chính của Rummikub gồm nhiều thẻ số, bao gồm 104 thẻ số và hai thẻ joker. Các ô số có giá trị từ một đến mười ba với bốn màu (xanh lam, đỏ, cam,  và đen). Mỗi sự kết hợp của màu sắc và số được lặp lại 2 lần. Mỗi người chơi có một giá để chứa các quân bài, tránh để lộ quân bài cho người chơi khác biết.

## Quy tắc
Các quy tắc sau đây được giải thích trong ấn bản năm 1998 của Pressman American:

### Chuẩn bị

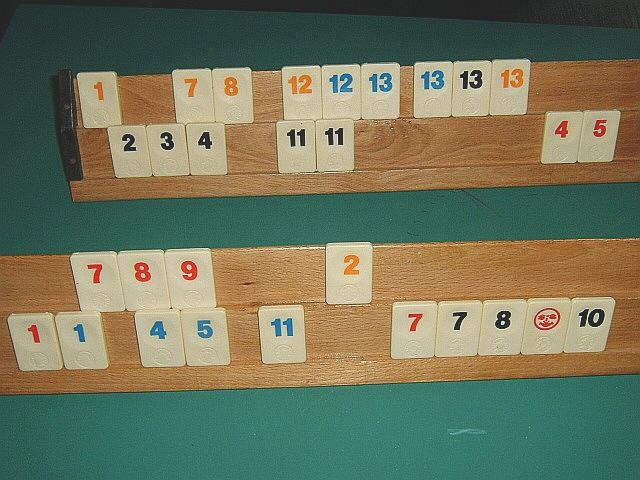
Giá đỡ của hai người chơi.

Các quân bài được xáo trộn với nhau và cho vào túi hoặc trải ra úp xuống mặt bàn. Mỗi người chơi rút một quân và để lộ một ô. Người chơi có ô xếp có giá trị số cao nhất sẽ bắt đầu trò chơi. 
Người chơi thực hiện các kết hợp phổ biến trên sân chơi, cố gắng trở thành người đầu tiên lấy được thẻ của họ. Bạn có thể soạn các thẻ có cùng màu (ví dụ: 3 4 5 6 cùng màu đỏ hoặc 4 5 6 7 8 cùng màu xanh) và tập đoàn các thẻ có màu sắc khác nhau nhưng có cùng số  (ví dụ: 8 8 8 hoặc 2 2 2 2 ).

### Cách sắp xếp các thẻ gạch
Chỉ có hai loại nhóm:
- Nhóm nhiều màu :
  - Bao gồm 3 hoặc 4 quân bài.
  - Chúng chỉ chứa gạch có cùng số trên chúng.
  - Tất cả các quân có màu sắc khác nhau.
  - Ví dụ : RED 9, BLUE 9, BLACK 9.
- Nhóm đơn sắc :
  - Chúng bao gồm ít nhất 3 gạch.
  - Chúng không thể chứa hơn 13 gạch.
  - Chúng chỉ chứa các ô có số khác nhau, liên tiếp trên chúng, theo thứ tự tăng dần.
  - Tất cả các gạch có cùng màu.
  - Gạch có nhãn có 1 thể không phải là nơi sau khi gạch có nhãn 13.
  - Ví dụ : RED 5, RED 6, RED 7.

### Joker
Joker có thể thay thế bất kỳ quân nào trong trò chơi. Ví dụ, ví dụ đầu tiên của chúng tôi có thể trở thành JOKER, BLUE 9, BLACK 9, RED 9, JOKER, BLACK 9hoặc RED 9, BLUE 9, JOKER. Điều tương tự áp dụng cho ví dụ khác của chúng tôi. Tuy nhiên, người ta không thể đặt hai Joker trong cùng một nhóm, vì vậy những thứ như JOKER, ORANGE 8, JOKERbị cấm.

#### Nhóm
Tất cả các quân đang chơi phải được sắp xếp theo nhóm từ ba quân trở lên. Hai loại nhóm hợp lệ được gọi là dây và bộ.
Một dây bao gồm ba hoặc nhiều quân cùng màu, theo thứ tự số liên tiếp. (Quân 1 không thể nối tiếp quân 13)
| Ví dụ về dây | 9101112 |

Một bộ được tạo từ ba hoặc bốn quân có cùng giá trị với các màu khác nhau. Ví dụ: đỏ 3, xanh dương 3, đen 3 và vàng 3.
| Ví dụ về nhóm | 7 |

#### Ví dụ về tập hợp không hợp lệ
| Không hợp lệ vì số không liên tiếp:             | 124 |
| Không hợp lệ vì hàng thì thẻ phải giống màu     | 123 |
| Không hợp lệ vì màu không giống nhau trong nhóm | 1   |

#### Ví dụ về cách chơi
| Thẻ mà người chơi khác đã ra | 345    |
| Thẻ của bạn                  | 25     |
| Kết quả                      | 234và5 |

#### Cách chơi tổng quát
ột nhóm được hình thành khi ba hoặc bốn ô có cùng số được ghép lại với nhau; giống như những bộ quần áo trong một bộ bài, mỗi số sẽ có một màu khác nhau. Một cuộc chạy được hình thành khi ba hoặc nhiều số cùng màu được chơi cùng nhau. Chơi một nhóm hoặc một cuộc chạy tạo nên một tập hợp (đôi khi được gọi là meld ). Vì vậy, trong lượt đầu tiên của bạn, bạn phải xếp một trong hai nhóm hoặc nhóm chạy có ít nhất 30 điểm. Nếu các ô của bạn không hợp tác, đừng lo lắng: Bạn có thể lấy một ô từ hồ bơi với hy vọng nó sẽ giúp bạn giành được bộ 30 điểm để đưa bạn vào trò chơi. Tuy nhiên, bạn không thể chơi ô đã vẽ cho đến lượt tiếp theo - điều này áp dụng cho bất kỳ ô nào được vẽ trong trò chơi.
Từ đó, nhiệm vụ của bạn là tìm ra những nơi mà các ô của bạn có thể thêm vào một cuộc chạy hoặc một nhóm. Đây được gọi là melding . Một số cách để kết hợp:
- Thêm một ô vào một nhóm hoặc một nhóm hiện có.
- Lấy ô thứ tư từ một lần chạy hoặc nhóm để hoàn thành nhóm của riêng bạn hoặc thêm ô thứ tư vào một nhóm khác và lấy ô khác để tạo một nhóm mới.
- Chia nhỏ đường chạy. Ví dụ, một loạt 4, 5, 6, 7, 8 có trên bàn. Bạn lấy một số sáu từ giá đỡ của mình và tạo một đường chạy 4, 5, 6 và làm cho các đường chạy 6, 7, 8 còn lại của riêng mình.

Mục tiêu của trò chơi là đặt tất cả các ô của bạn trên bàn như một phần của tập hợp. Một khi ai đó làm điều đó, người đó có thể tuyên bố "Rummikub". Những người thua cuộc sẽ cộng lại giá trị của những viên gạch mà họ vẫn đang giữ trên giá của mình và điểm đó được viết dưới dạng một số âm. Người chiến thắng nhận được số điểm dương bằng tổng số điểm tiêu cực của người thua cuộc.

## Giải thưởng
- 1980 Spiel des Jahres (Trò chơi của năm của Đức) [6]
- 1983 Spel van het Jaar (Trận đấu trong năm của Hà Lan)  .
- 1993 Gra Roku [pl] (Trò chơi của năm ở Ba Lan)